# 久冨善之
久冨 善之（くどみ よしゆき、1946年2月16日-　）は、日本の教育社会学者。一橋大学名誉教授。日本教育学会理事。

## 来歴
福岡県生まれ。1968年東京大学教育学部教育社会学専攻卒。1974年同大学院教育学研究科博士課程単位取得退学。北星学園大学講師、1980年埼玉大学助教授、一橋大学社会学部助教授、教授、2009年名誉教授。日本教育学会理事。

## 著書
- 『現代教育の社会過程分析 教育における敵対的競争を協同へ』労働旬報社 1985
- 『競争の教育 なぜ受験競争はかくも激化するのか』労働旬報社 1993

### 共編著
- 『学習社会の成立と教育の再編 長野県上田市』松原治郎共編著 東京大学出版会 地域社会研究所コミュニティ叢書 1983
- 『教員文化の社会学的研究』編著 多賀出版 1988
- 『調査で読む学校と子ども』編著 草土文化 1993
- 『豊かさの底辺に生きる 学校システムと弱者の再生産』編著 青木書店 1993
- 『日本の教員文化 その社会学的研究』編著 多賀出版 1994
- 『日本の教師文化』稲垣忠彦共編 東京大学出版会 1994
- 『いじめ自殺 6つの事件と子ども・学校のいま』教育科学研究会,村山士郎共編　国土社 1999 『教育』別冊
- 『学校選択の自由化をどう考えるか』池上洋通,黒沢惟昭共著 大月書店 2000
- 『現在の子どもがわかる本』門脇厚司共編著 学事出版 2000
- 『教員文化の日本的特性 歴史、実践、実態の探究を通じてその変化と今日的課題をさぐる』編著 多賀出版 2003
- 『希望をつむぐ学力』田中孝彦共編著 明石書店 未来への学力と日本の教育 2005
- 『教育社会学』長谷川裕共編 学文社 教師教育テキストシリーズ 2008
- 『教師の専門性とアイデンティティ 教育改革時代の国際比較調査と国際シンポジウムから』編著 勁草書房 2008
- 『新採教師はなぜ追いつめられたのか 苦悩と挫折から希望と再生を求めて』佐藤博共編著 高文研 2010
- 『図説教育の論点』長谷川裕,山崎鎮親共編 旬報社 2010
- 『新採教師の死が遺したもの 法廷で問われた教育現場の過酷』佐藤博共編著 高文研 2012
- 『講座教育実践と教育学の再生 2 教育実践と教師その困難と希望』吉益敏文,佐藤隆共編集委員 教育科学研究会編　かもがわ出版 2013
- 『ペダゴジーの社会学 バーンスティン理論とその射程』小澤浩明,山田哲也,松田洋介共編 学文社 2013

### 翻訳
- バジル・バーンスティン『<教育>の社会学理論 象徴統制,<教育>の言説,アイデンティティ』長谷川裕,山崎鎮親,小玉重夫,小澤浩明共訳　法政大学出版局 叢書・ウニベルシタス　2000
- ジェフ・ウィッティー『教育改革の社会学 市場,公教育,シティズンシップ』堀尾輝久共監訳　東京大学出版会 2004
- ジェフ・ウィッティ『学校知識カリキュラムの教育社会学 イギリス教育制度改革についての批判的検討』松田洋介,長谷川裕,山田哲也,梅景優子,本田伊克,福島裕敏共訳 明石書店 2009

## 参考
- ISBN 978-4-87498-478-9
- 『現代日本人名録』2002